# Monts du Cantal
Das Massiv der Monts du Cantal liegt im französischen Zentralmassiv der Auvergne im Département Cantal. 

## Geographie
Die im Süden des Départements Cantal an der Grenze zum Département Aveyron liegenden Monts du Cantal gehören zwar zum französischen Zentralmassiv, haben aber abweichend von dessen übrigen, mittelgebirgigen Teilen Hochgebirgscharakter, auch wenn die Gipfel nicht ganz 2000 m Meereshöhe erreichen.
Die einen Kreis mit ca. 80 km Durchmesser bildende Bergkette wurde als größter Stratovulkan Europas identifiziert. Die höchsten Erhebungen sind der Plomb du Cantal (1855 m), der Puy Mary (1783 m) sowie der Puy Griou (1690 m). Die Flüsse Cère und Jordanne entspringen in der Region.

Schematische Darstellung des Ursprungsvulkans der Monts du Cantal

## Bevölkerung
Im Gebiet der Monts du Cantal leben verteilt auf etwa 50 Gemeinden knapp 20.000 Menschen. Die größten Orte sind Murat und Vic-sur-Cère mit jeweils knapp 2.000 Einwohnern. Die meisten Gemeinden haben jedoch nur zwischen 70 und 500 Einwohner. 

## Käse
Die Bergweiden der Monts du Cantal waren wahrscheinlich die Heimat des Cantal- und Salers-Käses, die heutzutage nur aus der fetten Milch der genügsamen und wetterfesten Salers-Rinder hergestellt werden dürfen, die meist das ganze Jahr auf ihren Weiden verbringen.

## Tourismus
- Das von zahlreichen Wanderwegen durchzogene Gebiet gehört zum Regionalen Naturpark Volcans d’Auvergne.
- Die mittelalterlich anmutenden Orte Salers und Tournemire gehören zu den schönsten Dörfern Frankreichs.
- Am Puy Griou liegt der Wintersportort Super Lioran mit einer modernen Betonarchitektur.

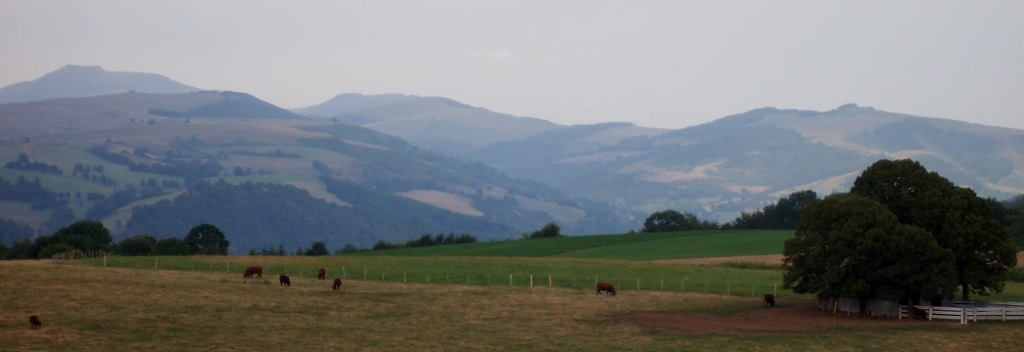
Panoramablick auf das Massiv